# Rohhaut

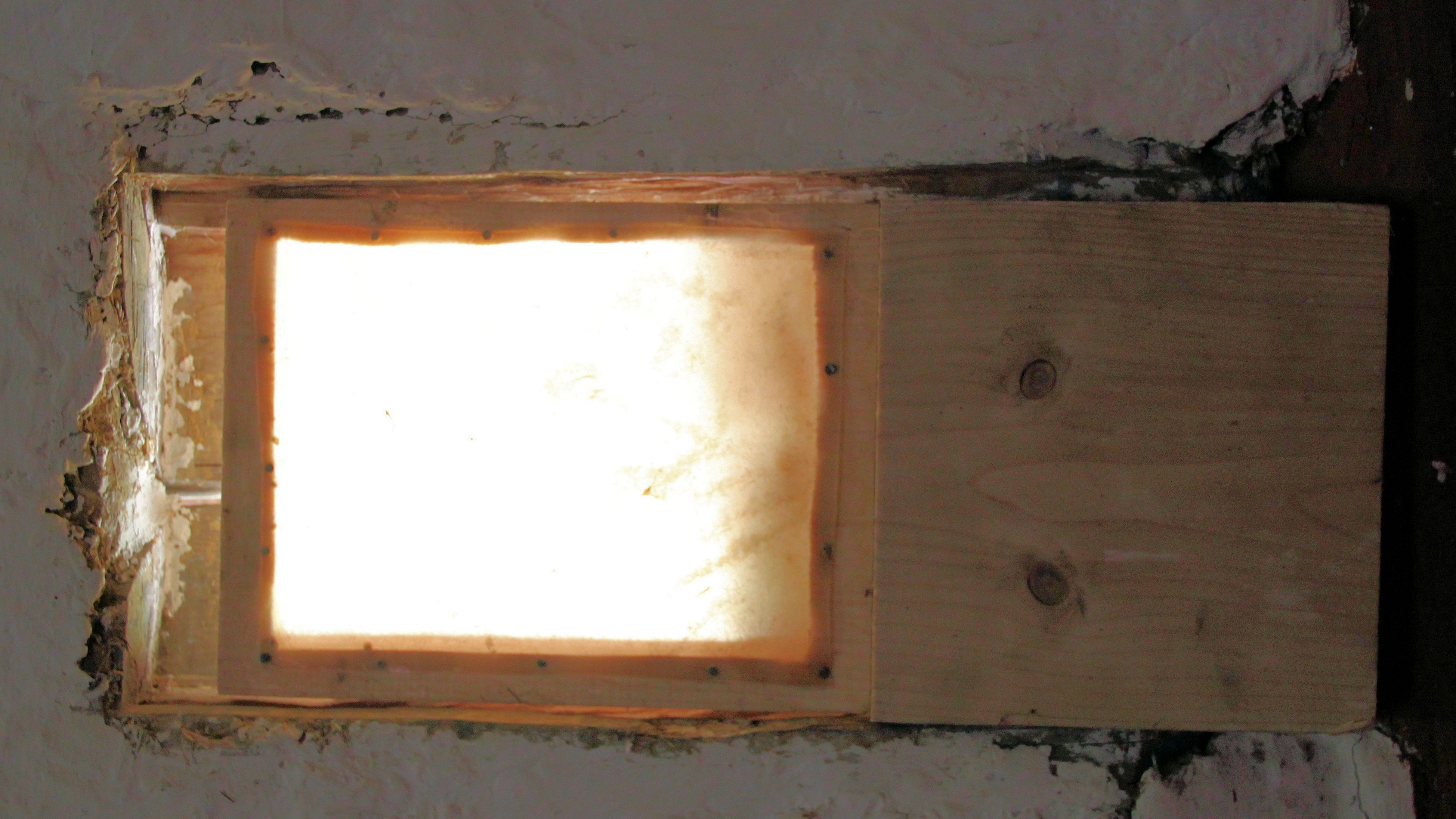
Fenster mit Rohhautfüllung auf dem Bajuwarenhof Kirchheim

Als Rohhaut wird die abgezogene enthaarte beziehungsweise entschuppte und getrocknete Haut von Tieren im Handel bezeichnet. Im Gegensatz zu Leder ist sie nicht gegerbt und deutlich steifer. Es wird hauptsächlich die Haut von Säugetieren verwendet, aber auch beispielsweise die von Schlangen oder Fischen.
Der Gerber versteht dagegen unter Rohhaut bzw. Rohleder eine abgezogene, entfleischte Schlachthaut ohne Behandlung, im Gegensatz zum Leder als fertigem Produkt der Gerberei.
In diesem Artikel wird die getrocknete Rohhaut als Handelsprodukt beschrieben. Für die behaarte Tierhaut als Handelsware siehe → Rohfell.

## Herstellung
Nach dem Abziehen wird die Innenseite der Haut mit einem Schaber von Fleischresten gereinigt. Danach wird das Fell aufgespannt und wenige Tage getrocknet. Abschließend lässt man es mehrere Tage in einer Lauge weichen. Traditionell wird dafür Holzasche verwendet. Während dieses Vorganges löst sich das Haar.

## Verwendung

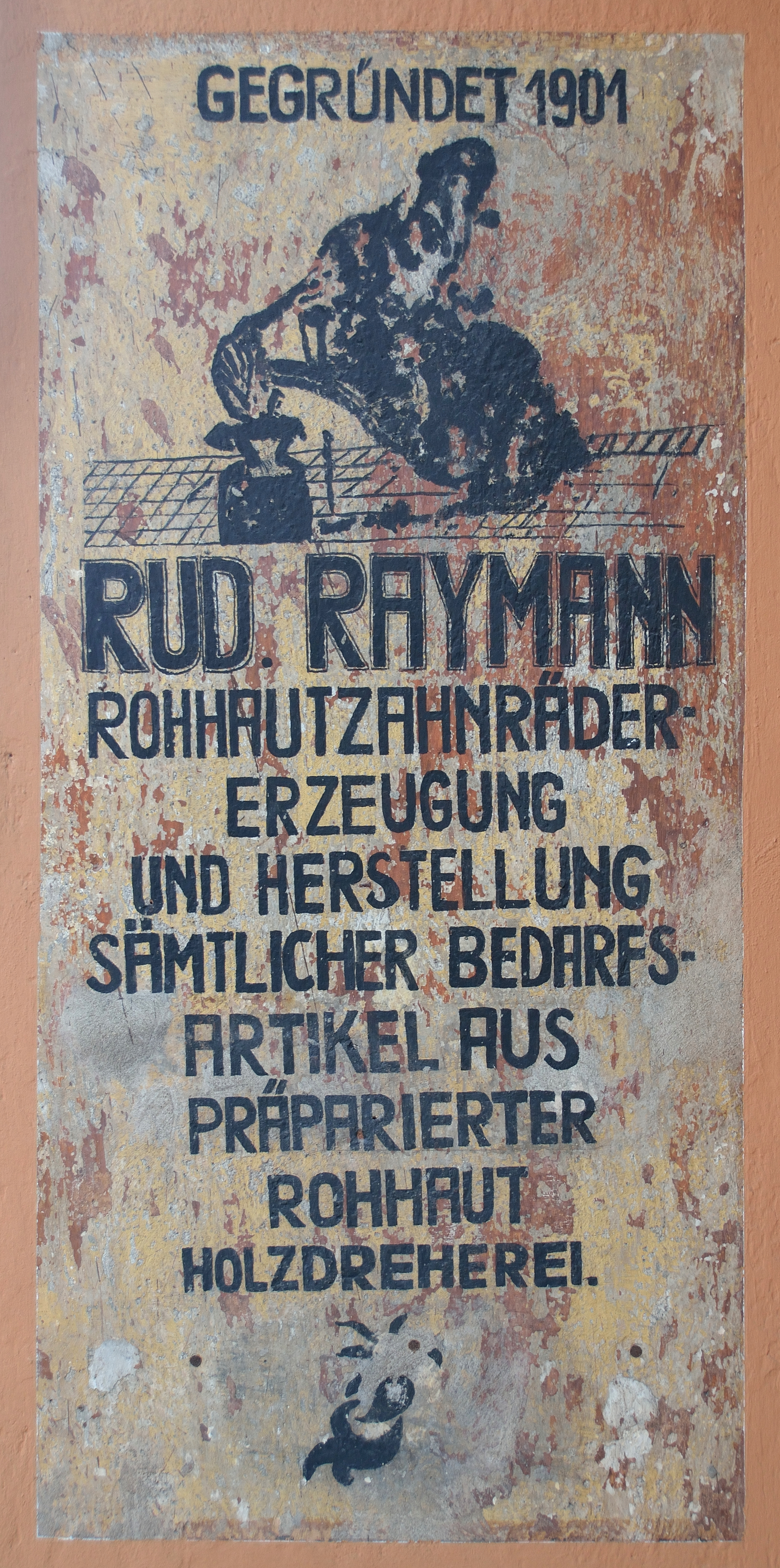
Rohhautzahnrädererzeugung

Rohhaut dient zur Herstellung von Zaumzeug und Zügeln für Westernpferde, von Sätteln, Lederriemen und Lassos.
Kauknochen für Hunde bestehen häufig aus Rohhaut.
Im Instrumentenbau findet sie Verwendung als Fell für Trommeln oder Banjos.
Beim Bau von traditionellen Bögen wird Rohhaut gerne als Backing benutzt, um den Rücken vor Brüchen zu schützen.
Früher wurde Rohhaut zur Bespannung von Holzschilden verwendet, da sie gegenüber Schlageinwirkung widerstandsfähiger als gegerbtes Leder ist.
Transparente Rohhaut wurde statt Glas für Fenster und Laternen eingesetzt.
Vor dem Aufkommen von Kunststoffen wurden Schonhämmer und Schlägel aus Rohhaut hergestellt.